# Giwargis da Cruz
Gīwargīs da Cruz (em siríaco:  ܓܝܼܘܲܪܓܝܼܣ ܕܨܠܝܒܐ, Gīvargīs d'slīva), também escrito Geevarghese da Cruz e Jorge da Cruz, foi um arquidiácono (arkkadyakon) e líder da comunidade cristã de São Tomé da Índia. Ele era filho do irmão mais velho de Giwargis de Cristo. No último ano do bispo Mar Abraão, ele se tornou o arquidiácono. Após a morte do bispo em 1597, ele liderou a Igreja indiana. Ele liderou a Igreja em meio à intervenção portuguesa. O Sínodo de Diamper (1599) foi realizado durante seu tempo. Em 1601, Francisco Ros tornou-se bispo, nomeado pelo arcebispo de Goa, Aleixo de Menezes. No início houve cordialidade, mas o rebaixamento deliberado de Angamalé e a inércia do bispo Ros o frustraram. Quando o arquidiácono protestou, Ros o excomungou. Em 1615, o bispo e o arquidiácono se reconciliaram, mas novamente se desentenderam mais tarde. O próximo bispo, Etienne de Brito, também não reconheceu o status eclesiástico do arquidiácono. Ele liderou a Igreja em um período de forte estresse e turbulência, e a manteve unida. Depois de seu tempo e do tempo de seu irmão, a família raiz de Pakalomattam ficou sem herdeiros. O único filho mudou de residência para a casa Alappatt. Acredita-se que ele tenha sido enterrado na vanguarda de Pakalomattam Thravadu (Kuravilangadu).

## Sínodo de Diamper
Em 1597, Mar Abraão, o último arcebispo metropolitano nomeado pelo patriarca Caldeu, morreu. Seu arquidiácono, Givargis (da Cruz), de acordo com o costume e em virtude da nomeação de Mar Abraão, assumiu a administração da Arquidiocese de Angamalé. O arcebispo Menezes apressou-se em nomear o padre Francisco Ros como administrador. Por fim, como o arquidiácono Givargis era bem aceito pelo povo, Menezes relutantemente reverteu sua decisão e confirmou o arquidiácono como administrador. Eles então convocaram uma assembleia dos cristãos de São Tomás em Angamalé, na qual um juramento solene foi feito de que agiriam apenas de acordo com os desejos do arquidiácono e que, se o Papa os enviasse como seu bispo, não seu arquidiácono, mas um latino, eles defenderiam seu caso com Roma.
Menezes empreendeu uma visita a todas as igrejas dos cristãos de São Tomás em fevereiro de 1599, que durou alguns meses e lentamente conquistou a boa vontade do povo. Depois de ter conquistado um número considerável de pessoas e padres, Menezes ameaçou depor o arquidiácono Givargis e nomear em seu lugar Thomas Kurian, outro sobrinho do antigo arquidiácono cujas reivindicações haviam sido ignoradas em 1593. Para evitar uma divisão, o arquidiácono Givargis (da Cruz) cedeu às exigências de Menezes.